# Monascus purpureus
Monascus purpureus är en svampart som beskrevs av Went 1895. Monascus purpureus ingår i släktet Monascus och familjen Monascaceae.   Inga underarter finns listade i Catalogue of Life.

## Källor

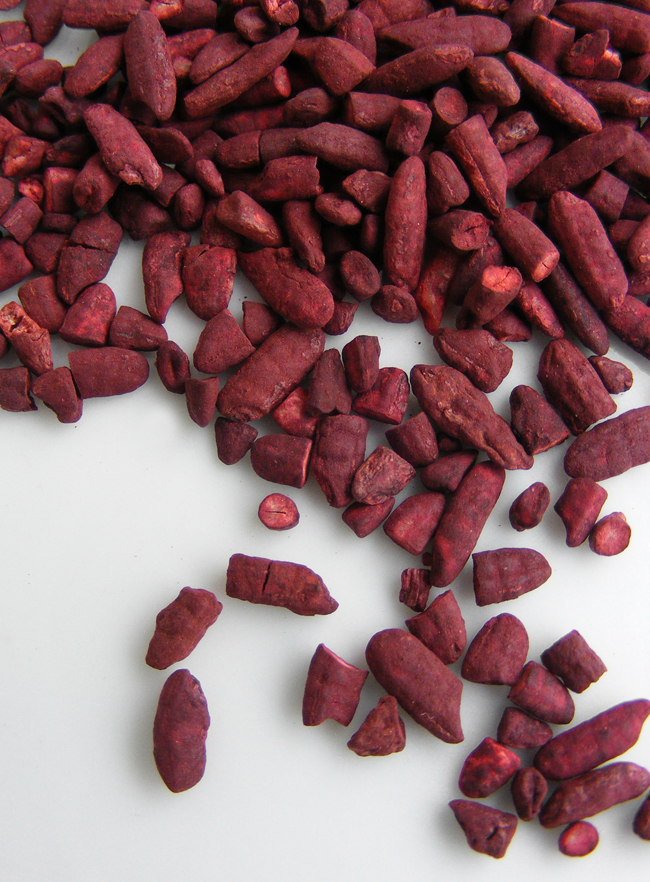
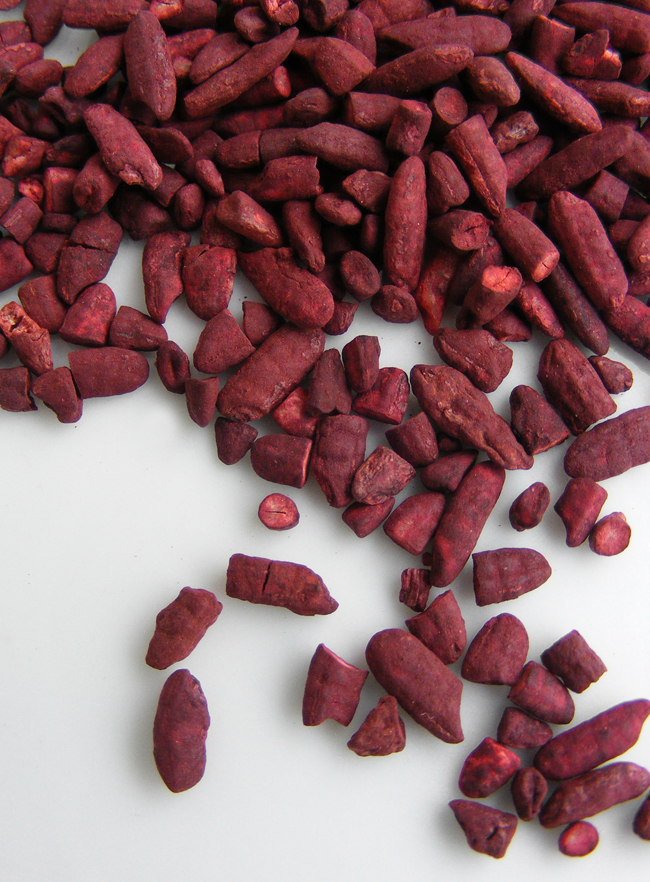